# 吉列尔莫·斯塔比莱
古拿莫·史達比利（西班牙語：Guillermo Stábile，1905年1月17日—1966年12月27日）是一名阿根廷前足球運動員及領隊，球員時期司職前鋒。在球會層次，史達比利於效力颶風隊期間贏得兩屆全國聯賽冠軍，並曾出國遠赴歐洲加盟義大利及法國的球會；他是首屆世界盃入球最多的球員。作為領隊，他帶領阿根廷贏取六次南美足球錦標賽冠軍；亦於執教布宜諾斯艾利斯市郊球會競賽會時奪得三次聯賽錦標。

## 生平

### 球會
早年
史達比利在阿根廷布宜諾斯艾利斯出生，於當地小球會梅坦體育會（Sportivo Metán）出道，1920年加盟颶風隊，於1924年獲這支在頂級聯賽參賽的球賽提升上一隊，但當時的球隊及聯賽仍處於業餘階段。史達比利初期擔任右翼，不久即移任正前鋒，協助球隊贏得1925年及1928年兩屆聯賽冠軍。
熱拿亞
於參加首屆世界盃後史達比利獲得全球注目，隨即加盟意甲球會熱拿亞。他在首次披甲即演出帽子戲法擊敗博洛尼亞，迅速成為球迷竉兒。史達比利在效力熱拿亞5年期間上陣41場及射入16球。
拿坡里
在1935/36年球季，史達比利在熱拿亞與拿坡里一單球員交換的交易中，與安东尼奥·沃亚克（Antonio Vojak）互換東家，當時拿坡里陣中已有另一員南美名將泰拉莫·萨鲁斯特罗（Attila Sallustro）。史達比利於效力一季上陣20場及射入3球。
巴黎紅星
史達比利在球員生涯晚期轉到法國加盟由儒勒·雷米一手建立的巴黎紅星（Red Star Paris），他為球隊效力直至1939年，後期擔任球員兼領隊，協助球會由法乙升班重返法甲。

### 國家隊
史達比利在25歲入選阿根廷國家隊參賽在烏拉圭舉行的第一屆世界盃，首席正前鋒罗伯托·凯罗（Roberto Cherro）上陣首場對法國，但卻因焦慮而缺席次場對墨西哥的賽事，史達比利取代其位首次披上國家隊球衣，並演出帽子戲法協助球隊大勝6-3；普遍認為這是世界盃史上首次帽子戲法，直到76年之後的2006年11月10日，國際足協宣佈兩天前美國對巴拉圭的伯特·帕特诺德（Bert Patenaude）才是首個演出帽子戲法的球員，一直以來國際足協將15分鐘美國隊的第二球給予另一名美國球員湯·科利（Tom Florie）。分組賽最後一仗對同樣來自南美洲的智利，阿根廷輕鬆以3-1取勝，史達比利梅開二度，協助球隊晉級準決賽對美國，阿根廷大勝6-1過關躋身決賽，史達比利又有兩球進帳。1930年7月30日進行首屆世界盃決賽，阿根廷面對主辦國烏拉圭，半場領先2-1，史達比利射入已隊第二球，但最終以2-4落敗鎩羽而歸。
雖然在決賽失利，史達比利在競賽中只上陣4仗，便成為首屆世界盃神射手。他其後再沒有為阿根廷上陣，因此史達比利為國家隊上陣的每場賽事均取得入球，平均計每場射入兩球。
國際賽入球
阿根廷入球在比數前方
| #  | 日期          | 圈數         | 場地                     | 對賽球賽 | 入球 | 賽果 | 競賽         | 報告                   |
| -- | ------------- | ------------ | ------------------------ | -------- | ---- | ---- | ------------ | ---------------------- |
| 1. | 1930年7月19日 | 第一組分組賽 | 烏拉圭蒙得维的亚世紀球場 | 墨西哥   | 1–0  | 6–3  | 1930年世界盃 | （页面存档备份，存于） |
| 2. | 1930年7月19日 | 第一組分組賽 | 烏拉圭蒙得维的亚世紀球場 | 墨西哥   | 3–1  | 6–3  | 1930年世界盃 | （页面存档备份，存于） |
| 3. | 1930年7月19日 | 第一組分組賽 | 烏拉圭蒙得维的亚世紀球場 | 墨西哥   | 6–3  | 6–3  | 1930年世界盃 | （页面存档备份，存于） |
| 4. | 1930年7月22日 | 第一組分組賽 | 烏拉圭蒙得维的亚世紀球場 | 智利     | 1–0  | 3–1  | 1930年世界盃 | （页面存档备份，存于） |
| 5. | 1930年7月22日 | 第一組分組賽 | 烏拉圭蒙得维的亚世紀球場 | 智利     | 2–1  | 3–1  | 1930年世界盃 | （页面存档备份，存于） |
| 6. | 1930年7月26日 | 準決賽       | 烏拉圭蒙得维的亚世紀球場 | 美国     | 3–0  | 6–1  | 1930年世界盃 | （页面存档备份，存于） |
| 7. | 1930年7月26日 | 準決賽       | 烏拉圭蒙得维的亚世紀球場 | 美国     | 6–0  | 6–1  | 1930年世界盃 | （页面存档备份，存于） |
| 8. | 1930年7月30日 | 決賽         | 烏拉圭蒙得维的亚世紀球場 | 乌拉圭   | 2–1  | 2–4  | 1930年世界盃 | （页面存档备份，存于） |

### 領隊
早在1931/32年球季史達比利效力熱拿亞時已首嘗帶隊滋味，當時距離他退役尚有大段時間，在這個球季史達比利與盧基·貝蘭度（Luigi Burlando）擔任聯合領隊共同執教。
在加盟巴黎紅星一年後，史達比利獲委成為球員兼領隊；他其後領導球隊由法乙升班返回法甲。1939年史達比利離開巴黎紅星回國執教阿根廷國家隊。他帶領阿根廷贏取6屆南美足球錦標賽錦標：1941年、1945年、1946年、1947年、1955年及1957年。但在瑞典舉行的1958年世界盃，阿根廷於分組賽以墊底成績出局，在最後一仗更以1-6慘敗於捷克斯洛伐克腳下，他執教國家隊的任務被迫終結。1960年史達比利獲重召再次執教阿根廷，帶領球隊參加在哥斯达黎加舉行的第三屆亦是最後一屆的泛美足球錦標賽（Panamerican Championship），以6戰4勝1和1負的成績壓倒兩屆冠軍巴西奪得錦標。史達比利作為阿根廷領隊，帶領國家隊於123場正式賽事取得83場勝仗，是少數領導國家隊參加超過100場國際賽的領隊之一。
在史達比利擔任國家隊領隊期間，他亦分別任教3支國內球隊，首先是出道母會颶風隊，其後是菲洛卡利（Ferro）和競賽會。他帶領競賽會於1949年至1951年連續贏得三屆聯賽冠軍。他於1960年退任領隊工作，一直擔任「阿根廷國家足球管理學校」（Argentine national school of football managing）的董事直至1966年身故。

## 榮譽

### 球員
颶風隊
- 阿根廷足球甲级联赛: 2

1925年、1928年；

### 領隊
阿根廷
- 南美足球錦標賽: 6

1941年、1945年、1946年、1947年、1955年、1957年；
- 泛美足球錦標賽: 1

1960年；
競賽會
- 阿根廷足球甲级联赛: 3

1949年、1950年、1951年；

## 外部連結
- Futbol Factory profile (archived) （西班牙文）